# Hakim Osman
Hakim Osman – tunezyjski zapaśnik walczący w stylu wolnym. Srebrny medalista mistrzostw arabskich w 1995 roku.